# Suzhou (Jiangsu)
Suzhou (chinesisch 蘇州市 / 苏州市, Pinyin Sūzhōu Shì, W.-G. Su-chou, veraltet nach Post Soochow, kurz 蘇 / 苏) ist eine bezirksfreie Stadt im Osten der Volksrepublik China nahe Shanghai. Weil die Stadt von Kanälen durchzogen ist, wird sie auch Venedig des Ostens genannt. Aufgrund der guten Transportverbindungen ist sie eine der Boom-Städte des modernen China.

## Administrative Gliederung

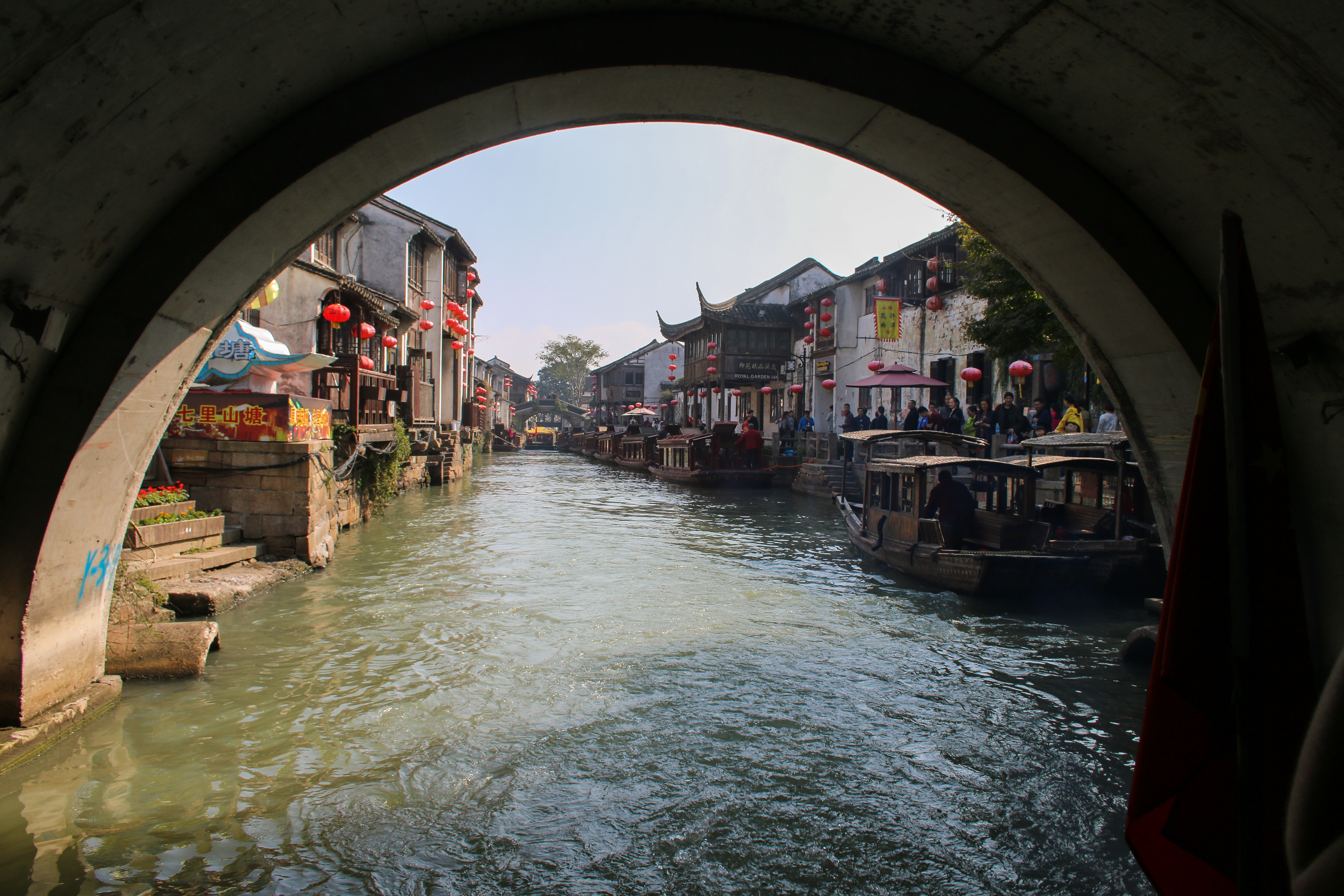
Kanal in Suzhou, dem sogenannten Venedig des Ostens

Auf Kreisebene setzt sich Suzhou aus fünf Stadtbezirken und vier kreisfreien Städten zusammen. Diese sind:
- Stadtbezirk Gusu (姑苏区), 84 km², 780.000 Einwohner;
- Stadtbezirk Huqiu (虎丘区), 258 km², 550.000 Einwohner;
- Stadtbezirk Wuzhong (吴中区), 672 km², 540.000 Einwohner;
- Stadtbezirk Xiangcheng (相城区), 416 km², 340.000 Einwohner;
- Stadtbezirk Wujiang (吴江区), 1.192 km², 780.000 Einwohner;
- Stadt Kunshan (昆山市), 927 km², 1,3 Millionen Einwohner (Januar 2006);
- Stadt Taicang (太仓市), 642 km², 450.000 Einwohner;
- Stadt Changshu (常熟市), 1.263 km², 1,04 Millionen Einwohner;
- Stadt Zhangjiagang (张家港市), 813 km², 870.000 Einwohner.

Wie überall in China werden nur Personen mit einer lokalen Haushaltsregistrierung als Einwohner gezählt. Bei einer Testanmeldung für einen Corona-Test, bei dem sich alle zum Stichtag (27. bis 29. August 2021) auf dem Stadtgebiet aufhaltenden Personen anmelden mussten, wurden mehr als 17,4 Millionen Menschen registriert.

## Geographie

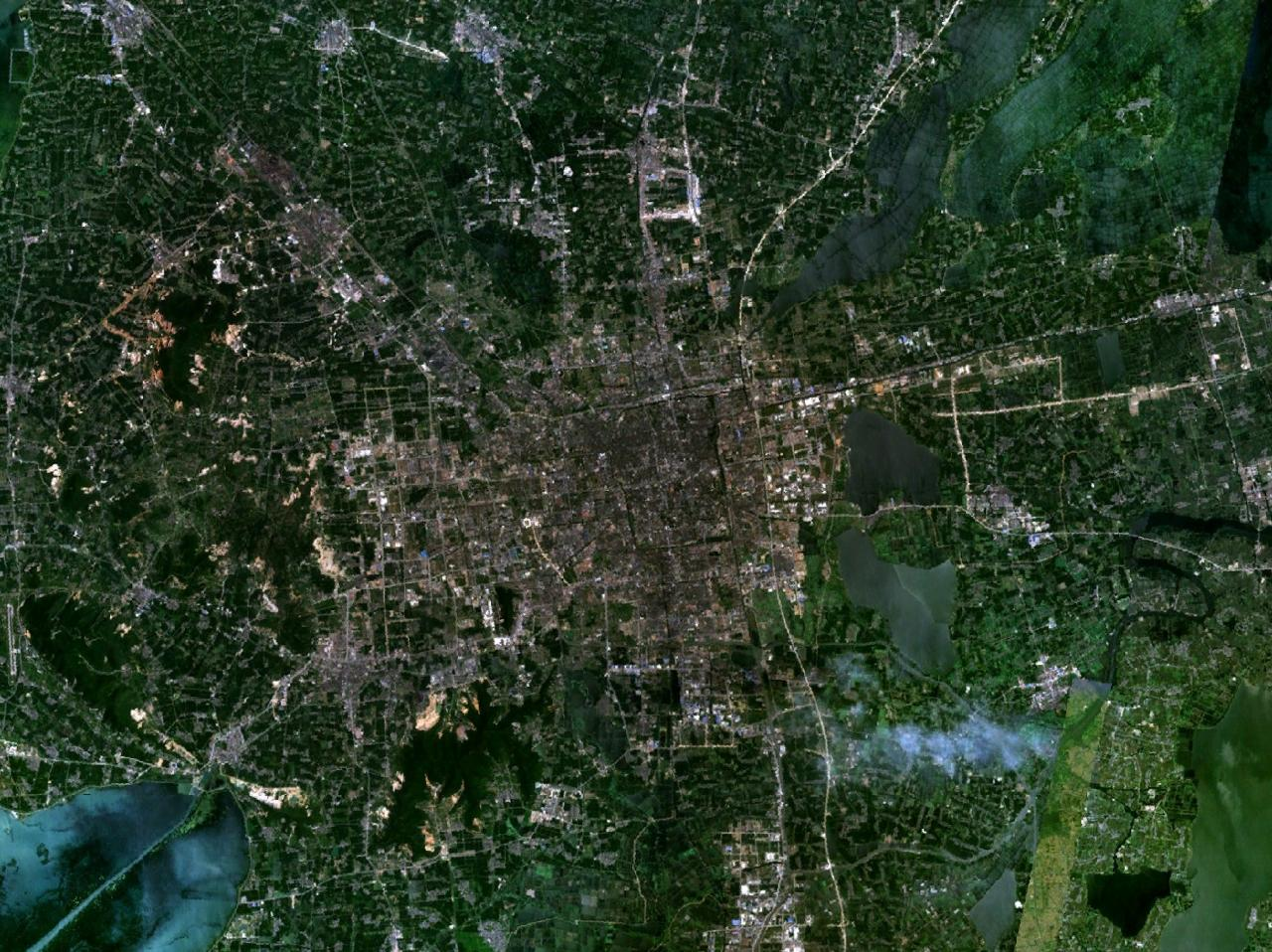
Satellitenbild von Suzhou

### Geographische Lage
Sie liegt in der Provinz Jiangsu am Kaiserkanal und ist Metropole des Bezirks Suzhou. Südwestlich der Stadt liegt der Tai Hu (太湖, „Tai-See“), der drittgrößte Binnensee der Volksrepublik, sowie die Provinz Zhejiang.

## Geschichte

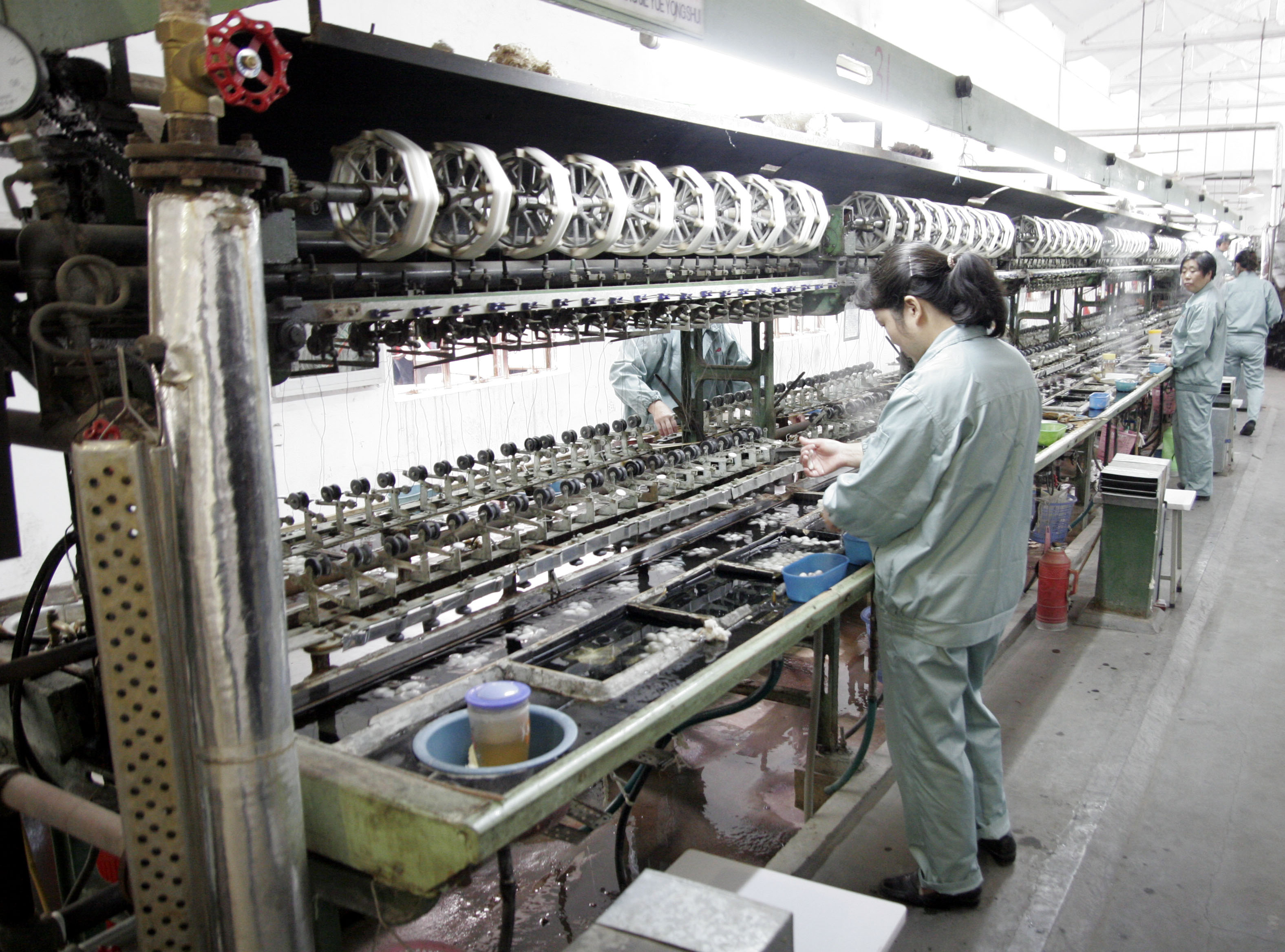
Seidenproduktion in Suzhou

Suzhou ist mit über 2500 Jahren Geschichte eine der ältesten Städte im Jangtsekiang-Becken. Die Gegend ist die Wiege der Wu-Kultur; die Stämme, die während der Shang-Dynastie hier lebten, nannten sich „Guo Wu“.
Im Jahr 514 v. Chr., während der „Frühling-und-Herbst-Periode“, wurde Suzhou als „Große Stadt von Helu“ durch den legendären König Helu von Wu gegründet.
Der Name der Stadt stammt aus dem Jahr 589 während der Sui-Dynastie. In der Geschichte Chinas war Suzhou immer ein Zentrum von Handwerk und Handel. Mit Fertigstellung des Kaiserkanals als Handelsweg in Richtung Norden nahm Suzhou einen besonderen Aufschwung.
Marco Polo hatte die Stadt im Jahr 1276 nach eigenen Angaben besucht und als großartig empfunden. Bekannt auch als die „Seidenhauptstadt“ des damaligen Kaiserreichs China ist Suzhou seit dem 14. Jahrhundert bis heute führend in der Seidenproduktion.
Abgesehen von kurzen Phasen der Besatzung durch die Japaner während des Zweiten Weltkrieges und durch die Armee des Taiping-Reichs im 19. Jahrhundert wurde Suzhou von den Wirren des 19. und 20. Jahrhunderts nicht in Mitleidenschaft gezogen. Viele historische Anlagen sind daher original erhalten. Seit 1981 wurde Suzhou (zusammen mit Peking, Hangzhou und Guilin) in die Liste der Städte aufgenommen, deren historisches und kulturelles Erbe unter besonderen Schutz gestellt werden sollte.
Abgesehen von der Seide ist Suzhou heute ein Zentrum der Hightech-Industrie. Seit 1985 ist Suzhou eine der Sonderwirtschaftszonen, die insbesondere durch die Gründung des Suzhou Industrial Park zum wirtschaftlichen Erfolg der Stadt beitrug.
Seit 1997 sind einige der Parks in das UNESCO-Weltkulturerbe aufgenommen. In der etwa 14 Quadratkilometer großen Altstadt dürfen Gebäude eine Höhe von 24 Meter nicht überschreiten. Wolkenkratzer und auch die meisten Wohnblöcke befinden sich deshalb in neueren Stadtvierteln wie dem Suzhou New District oder dem Suzhou Industrial Park.

## Kultur und Sehenswürdigkeiten

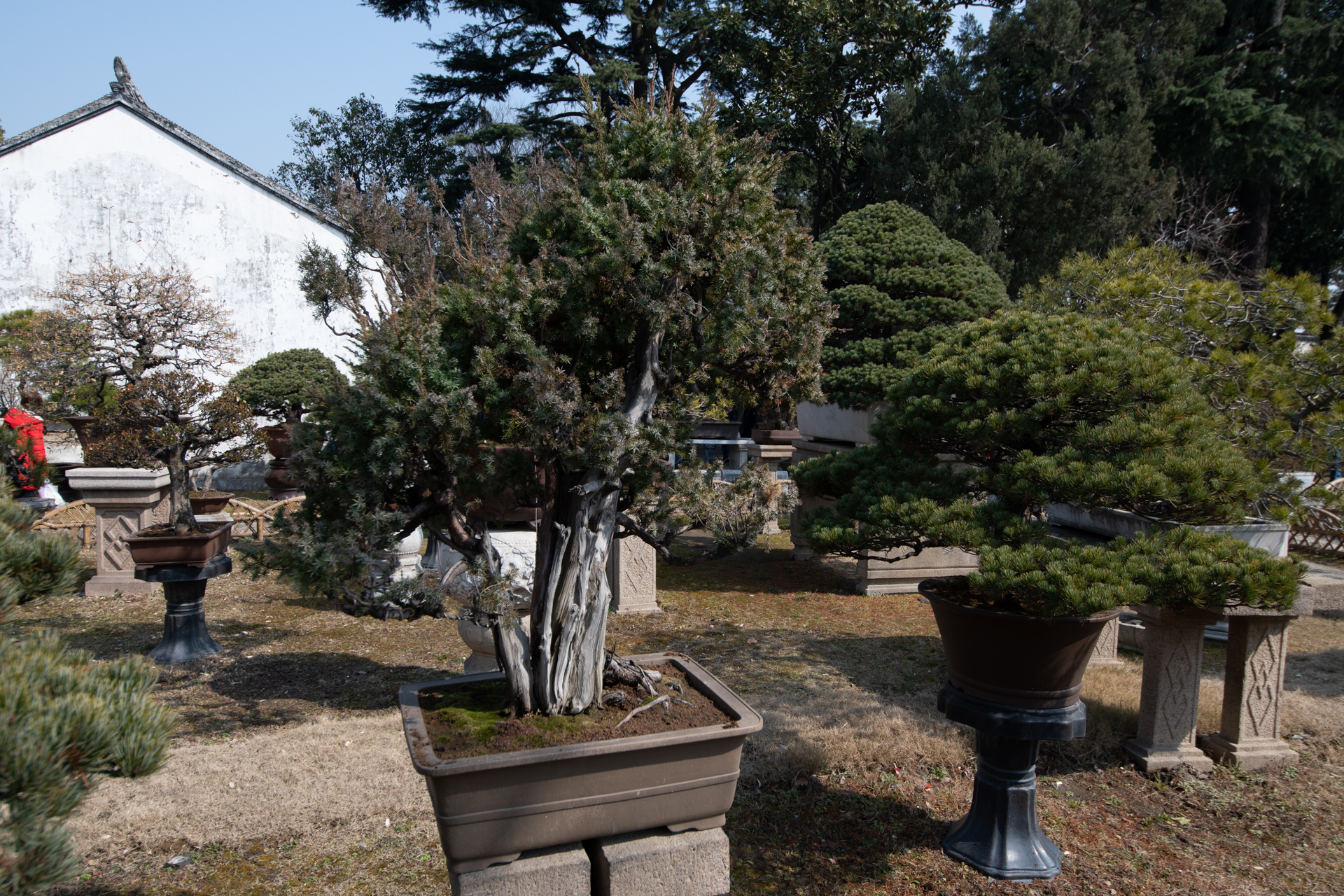
Bonsai-Garten in Gusu

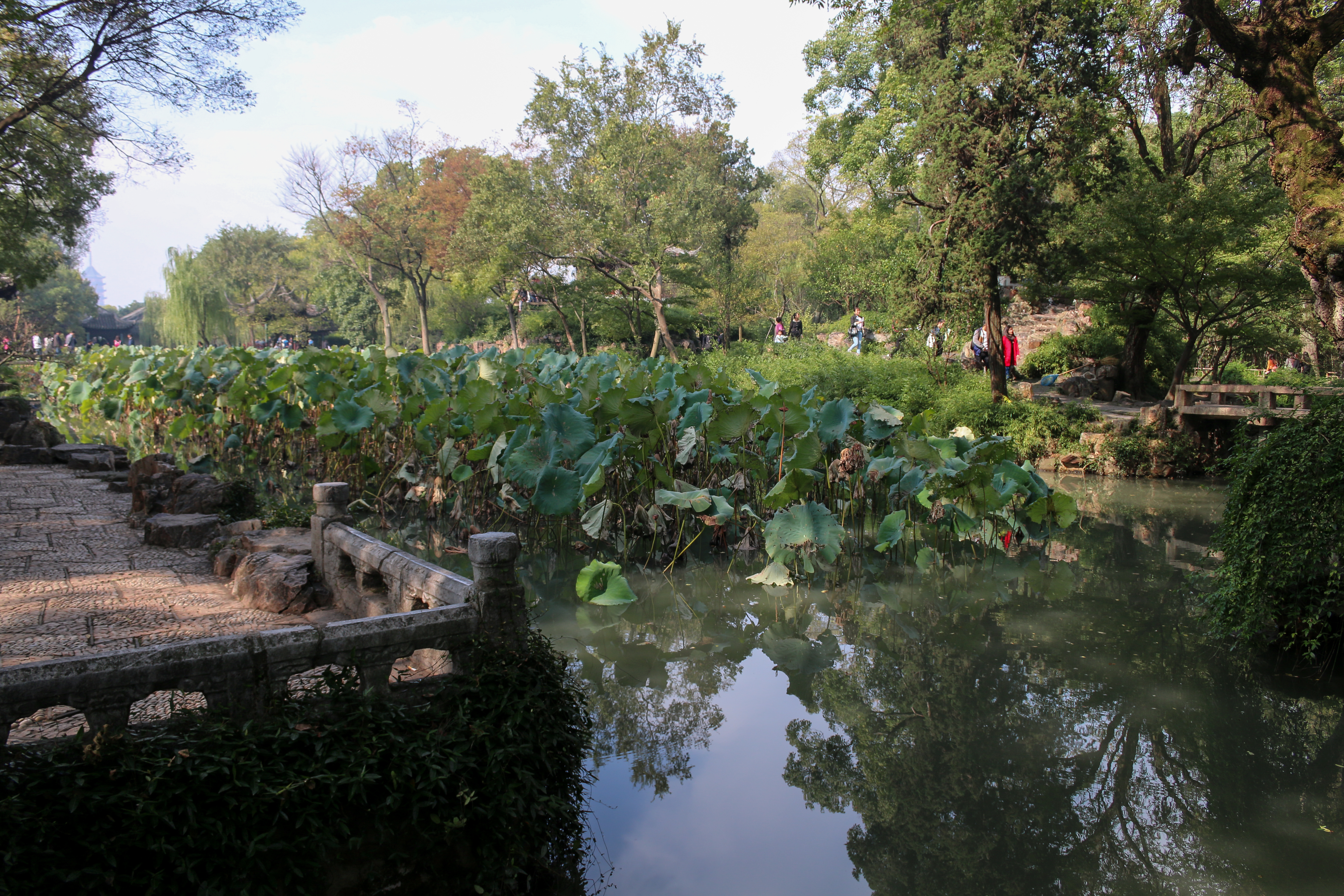
Der Garten des bescheidenen Beamten (Zhuozheng Yuan, englisch The Humble Administrator's Garden)

网师园 – Wangshi Yuan – Der Garten des Meisters der Netze

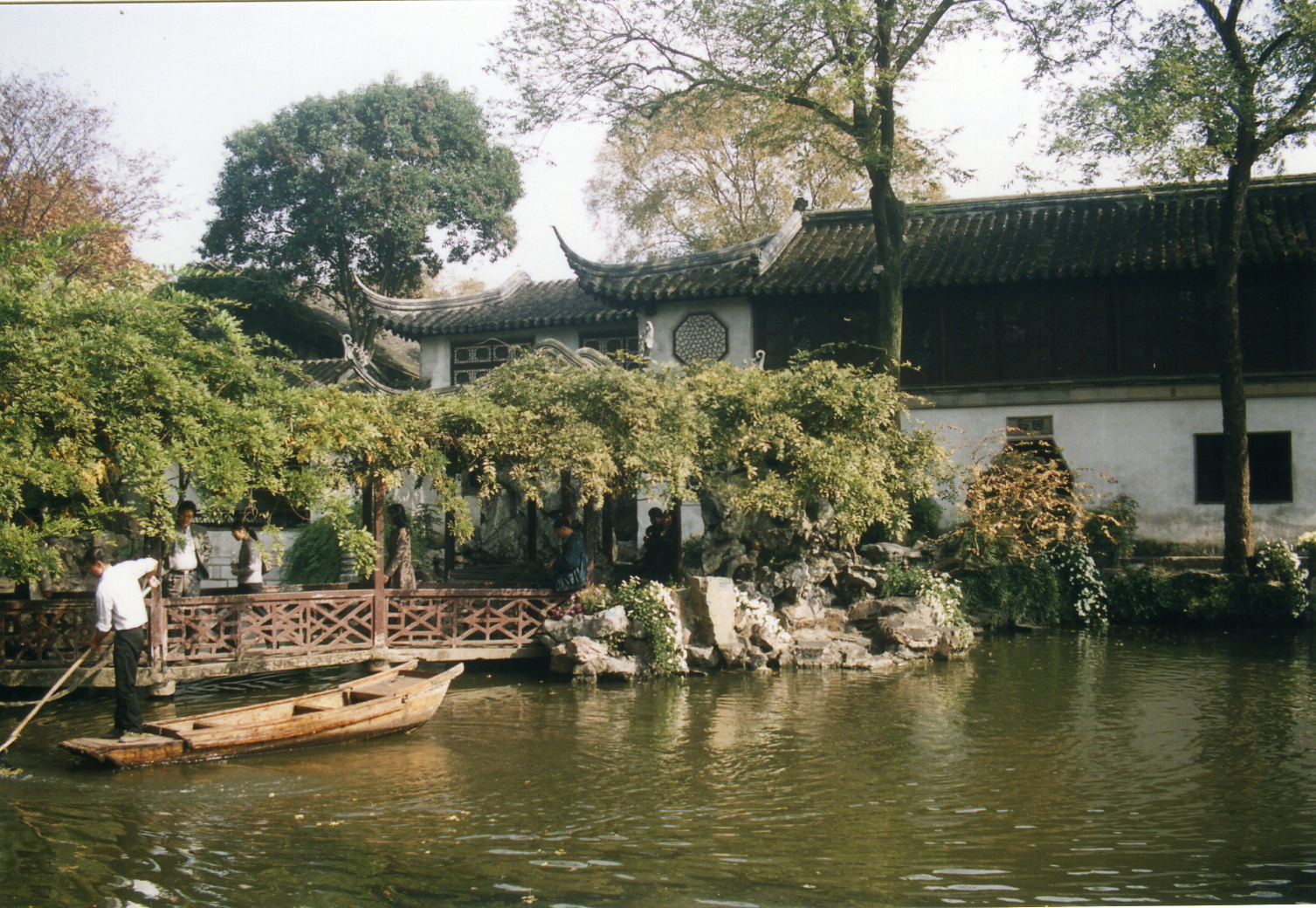
Garten der Verweilung

### Universitäten
In Suzhou gibt es mehrere Universitäten, wie die 1900 gegründete Soochow-Universität oder die 2006 gegründete Xi’an Jiaotong-Liverpool University.

### Museen
- Museum für Oper und Theater
- Seidenmuseum
- Suzhou-Museum (erbaut von Ieoh Ming Pei)

### Gärten und Tempel
- Beisi Ta (chinesisch 北寺塔, Nordtempelpagode)
- Canglang Ting (chinesisch 沧浪亭, Pavillon der dunkelblauen Wellen)
- Hanshan Si (chinesisch 寒山寺, Tempel des kalten Berges)
- Huqiu Shan (chinesisch 虎丘山, Tiger-Hügel)
- Liu Yuan (chinesisch 留园, Der Garten des Verweilens)
- Ou Yuan(chinesisch 耦园, Der Garten des Paars)
- Ruiguang Ta(chinesisch 瑞光塔)
- Shizi Lin (chinesisch 狮子林, Löwenwald-Garten)
- Shuang Ta (chinesisch 双塔, Zwillingspagoden)
- Wangshi Yuan (chinesisch 网师园, Der Garten des Meisters der Netze)
- Xiyuan Si (chinesisch 西园寺, Tempel des West-Gartens)
- Xuanmiao Guan (chinesisch 玄妙观, Geheimnis-Tempel)
- Zhuozheng Yuan (chinesisch 拙政園 / 拙政园, Pinyin Zhuōzhèng Yuán, Der Garten des bescheidenen Beamten, englisch The Humble Administrator's Garden)

Das UNESCO-Welterbe Klassische Gärten von Suzhou umfasst neun der bedeutendsten Gärten der Stadt.

### Wolkenkratzer
Der am östlichen Ufer des Jinjisees stehende Suzhou Supertower ist mit einer Höhe von 450 Metern das höchste Gebäude Suzhous und Jiangsus. Das 302 Meter hohe Gate of the Orient am westlichen Ufer des Jinjisees ist das zweithöchste Gebäude Suzhous. Daneben wurde 2020 mit dem Bau des Suzhou Zhongnan Centers begonnen, das eine Höhe von 499 Meter erreichen soll.

### Sport
2005 fanden in Suzhou die Weltmeisterschaften im Speedskating statt, 2008 die Weltmeisterschaften im RoboCup und 2015 die Tischtennisweltmeisterschaft.
In der Stadt befindet sich das 6000 Zuschauer fassende Suzhou Sports Center Gym.
In der Saison 2020/21 findet die Hälfte der Spiele in der Hauptrunde der Chinese Super League in Suzhou statt.

## Wirtschaft und Infrastruktur

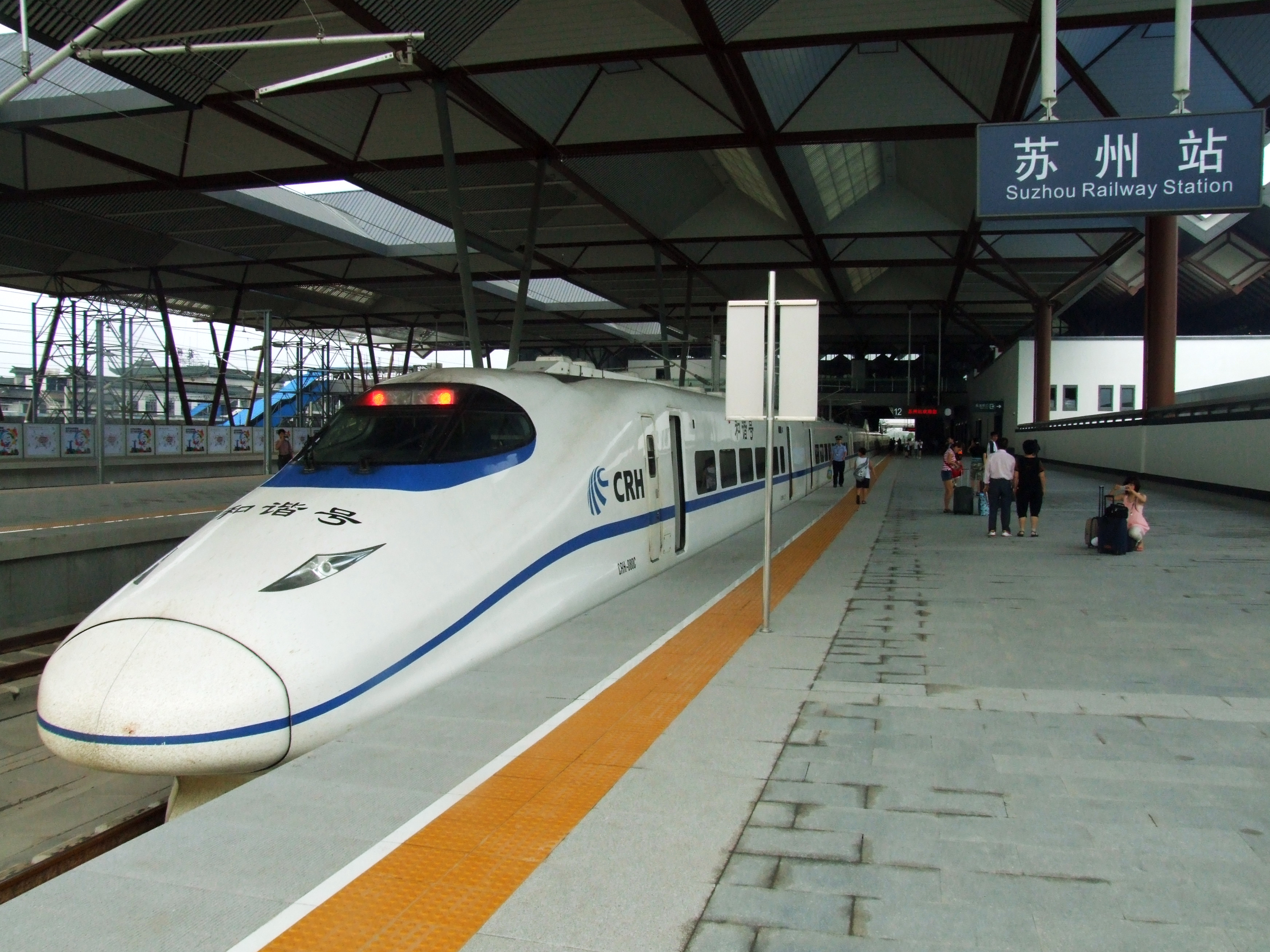
CRH in Suzhou Hauptbahnhof

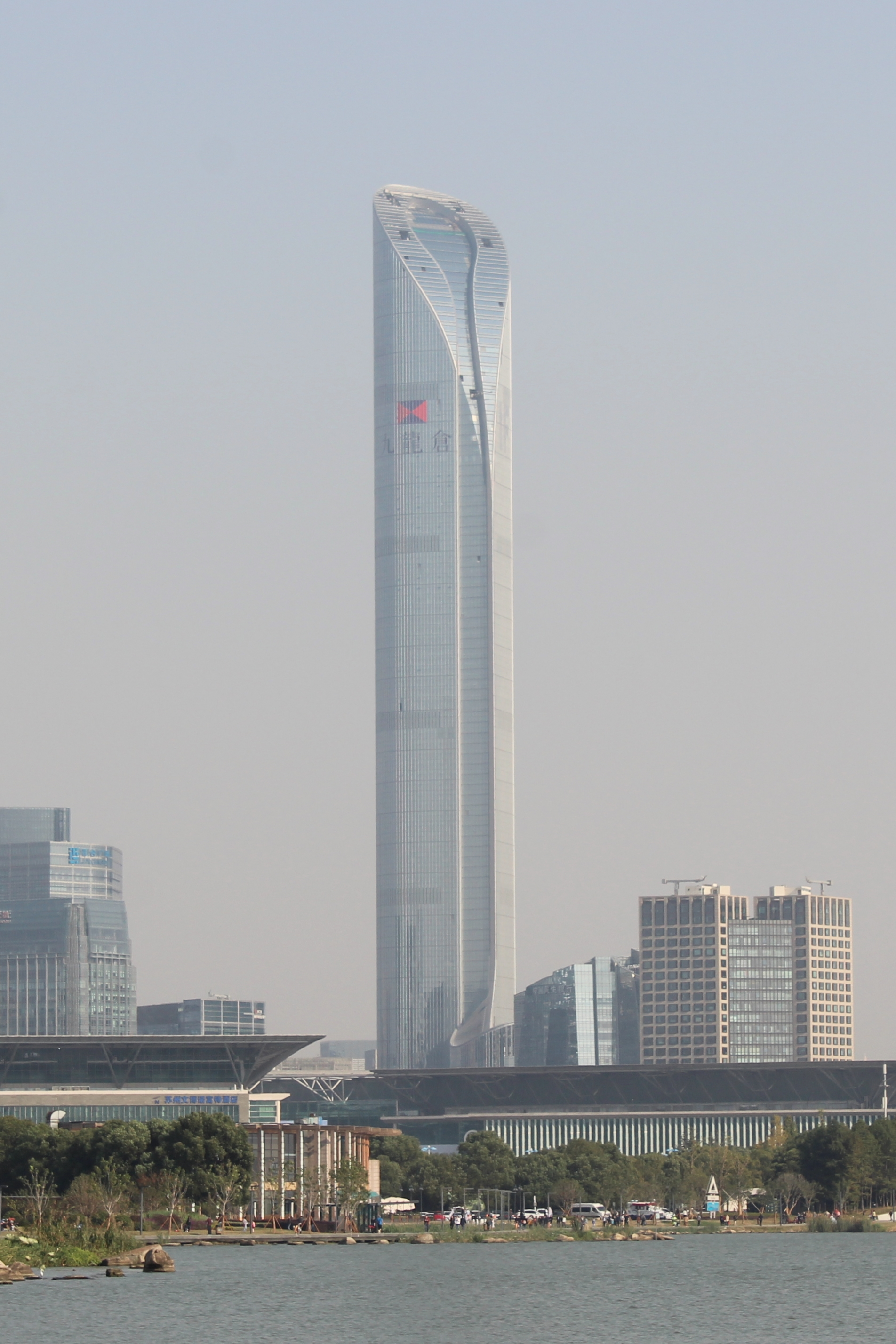
Der 2019 fertiggestellte Suzhou Supertower (450 m) ist derzeit das höchste Gebäude der Stadt

Laut einer Studie aus dem Jahr 2014 erwirtschafte Suzhou ein Bruttoinlandsprodukt von 339,0 Milliarden US-Dollar (Kaufkraftparität). In der Rangliste der wirtschaftsstärksten Metropolregionen weltweit belegte sie damit den 27. Platz. Das BIP pro Kopf betrug 52.020 internationale US-Dollar. Von allen untersuchten Städten in China hatte Suzhou damit das höchste BIP pro Kopf.

### Verkehr
Suzhou Nordbahnhof liegt an der stark frequentierten Schnellfahrstrecke Peking–Shanghai des Hochgeschwindigkeitszugs CRH. Der Hauptbahnhof und die Bahnhöfe Suzhou Industrial Park und Suzhou New District sind Haltepunkte des Hochgeschwindigkeitszuges an der Strecke Shanghai–Nanjing. Von mehreren Busbahnhöfen bestehen zahlreiche Verbindungen zu anderen Städten. Zu den Flughäfen Pudong und Hongqiao in Shanghai fährt ein Shuttlebus (etwa 2½ bzw. 1½ Stunden Fahrzeit).
Der öffentliche Nahverkehr erfolgt mit Bussen, Straßenbahnen und U-Bahnen. Die U-Bahn Suzhou wurde 2012 mit einer ersten in Ost-West-Richtung verlaufenden Linie eröffnet, inzwischen (Oktober 2021) gibt es fünf Linien und weitere Linien befinden sich in Bau. 2018 wurde eine zweite Straßenbahnlinie eröffnet, nachdem bereits 2014 die erste Linie in Betrieb genommen worden war.
In der Stadt (vor allem im Suzhou Industrial Park) gibt es zahlreiche Verleihstationen kostenloser öffentlicher Leihfahrräder.

### Unternehmen
In Suzhou unterhält unter anderem der Hardware- und Computermaushersteller Logitech eine Fabrik. Auch für Apple Inc. werden dort u. a. Notebooks, Apple Watches und iPods produziert. Ebenfalls produziert die Robert Bosch GmbH, Bremssysteme, (Motor-)Steuergeräte und Audio-/Navigationssysteme in Suzhou. MTU Friedrichshafen produziert in Suzhou Dieselmotoren der Baureihe 2000. Seit 2002 unterhält die Schott AG eine Produktion von Ceran-Kochfeldern in Suzhou, seit 2005 produziert die Knorr-Bremse Bremssysteme für die nationalen und internationalen Markt in Suzhou, seit 2007 ist dort das Customer Technical Service Center ansässig und seit 2008 werden dort auch pharmazeutische Verpackungen produziert. Seit 2006 ist die Oberösterreichische Miba AG mit der Gleitlager- und Sinterproduktion im Industriepark ansässig, die Carl Zeiss Microimaging GmbH und der japanische Kamerahersteller Canon betreiben in Suzhou Produktionsstätten.
GlaxoSmithKline unterhält in Suzhou einen Produktionsstandort für Medikamente für den chinesischen Markt. Der Getriebemotorenhersteller Getriebebau Nord unterhält in Suzhou sein Fertigungszentrum für Asien. Seit 1992 hat einer der weltweit größten Optikhersteller, die Firma Synta Optics, ihren Hauptsitz in Suzhou. Philips Healthcare baut derzeit ein neues Center für den asiatischen Markt in Suzhou. Das deutsche Unternehmen WIKA lässt in Suzhou Druck- und Temperaturmesstechnik produzieren. Der Ventilspezialist Bürkert Fluid Control Systems ist ebenfalls in Suzhou vertreten. Der Nürnberger Hersteller von Antriebs- und Automatisierungstechnik Baumüller produziert im Stadtteil Wujiang Servomotoren, Servoumrichter und Steuerungen.
Samsung ist der größte in Suzhou ansässige Arbeitgeber.

### Suzhou Industrial Park
Der im Osten Suzhous gelegene Suzhou Industrial Park (SIP) wurde 1994 in Zusammenarbeit mit Singapur gegründet. Auf seinen 288 km² gibt es einen Bildungsbereich, auf dem sich unter anderem der naturwissenschaftliche Campus der Soochow-Universität befindet, einen Wohnbereich und einen Fabrikbereich. Seit den 2020ern werden Industrieunternehmen mehr und mehr in neugegründete weiter außenliegende Gebiete von Suzhou verlagert, dafür werden im SIP Unternehmen der High-Tech Branche gefördert. Hierzu gehören Unternehmen, die sich mit KI oder Autonomen Fahren beschäftigen.

## Söhne und Töchter der Stadt
- Fan Zhongyan (989–1052), Politiker und Schriftsteller
- Chen Chun (1483–1544), Maler
- Zhang Binglin (1868–1936), Philologe
- Ye Shengtao (1894–1988), Schriftsteller
- Chi Che Wang (1894–1979), chinesischstämmige Biochemikerin und Hochschullehrerin
- Chi Chien Wang (1907–2003), chinesisch-amerikanischer Maler und Sammler antiker chinesischer Gemälde
- Nan Huai-Chin (1918–2012), Lehrer des Chan-Buddhismus
- Li Desheng (* 1922), Geologe und Politiker
- Wu Xiangming (* 1938), Ingenieur
- Jin Renqing (1944–2021), Finanzminister der Volksrepublik China (2003–07)
- David Chiang (* 1947), Schauspieler
- Meng Jianzhu (* 1947), Politiker, Minister für Öffentliche Sicherheit (2007–12)
- Fei Junlong (* 1965), Taikonaut
- Carina Lau (* 1965), Schauspielerin
- Li Ruofan (* 1978), Schachspielerin
- Chen Yanqing (* 1979), Gewichtheberin und Olympionikin
- Zhou Suhong (* 1979), Volleyballspielerin
- Cai Yun (* 1980), Badmintonspieler
- Lin Xiangqian (* 1987), Hindernisläufer
- Lu Bin (* 1987), Sprinter
- Chen Jue (* 1988), Sprinterin
- Jiang Lan (* 1989), Leichtathletin
- Wang Shixian (* 1990), Badmintonspielerin
- Adam Dong (* 1994), kanadischer Badmintonspieler
- Li Mengwen (* 1995), Fußballspielerin

## Städtepartnerschaften
Suzhou unterhält eine Städteverbindung mit
- Konstanz[13] und  Riesa[14] (Deutschland)
- Riga (Lettland)
- Victoria (Kanada)
- San Antonio (USA)[15]
- Venedig (Italien)